# Arisleyda Dilone
Arisleyda Dilone es una directora y actriz dominicana-estadounidense. Es conocida por su trabajo en documentales como Mami y Yo y mi Gallito y Two White Cars.

## Vida y carrera
Arisleyda nació en Santiago de los Caballeros, República Dominicana y reside en la ciudad de Nueva York. Su debut como directora inició con el  documental Mami y Yo y mi Gallito presentado en la Universidad de Harvard. En 2015 recibió el premio Astraea Intersex Fund por su trabajo documental. En 2018, ganó una beca de la MacDowell Colony. Es intersexual y tiene disgenesia gonadal con variación intersexual XY.

## Filmografía
| Año  | Película               | Escritor | Director | Actriz | Notas        |
| ---- | ---------------------- | -------- | -------- | ------ | ------------ |
| 2018 | Two White Cars         | No       | Sí       | No     | Documental   |
| 2017 | Special Election       | No       | No       | Sí     | Cortometraje |
| 2015 | Mami y yo y mi gallito | Sí       | Sí       | No     | Documental   |